# Apijan
Apijan iz Aleksandrije (antično grško: Ἀππιανός Ἀλεξανδρεύς  [Appianós Ἀleksandreús], latinsko: Appianus Alexandrinus), rimski zgodovinar grškega porekla, ki je ustvarjal med vladanjem rimskih cesarjev Trajana, Hadrijana in Antonina Pija, * okoli 95, † okoli 165.

## Življenjepis
Apijan je bil rojen v Aleksandriji okoli leta 95. Sam omenja, da je po opravljanju najvišjih funkcij v rimski provinci Egipt okoli leta 120 odšel v Rim, kjer je opravljal odvokatske posle v predmetih pred rimskimi cesarji, verjetno kot advocatus fisci.. Cesarji, ki jih omenja, bi lahko bili Hadrijan ali Mark Antonij, zagotovo pa Antonin Pij, saj je bil Apijan v Egiptu najmanj do konca vladavine cesarja Trajana (117).
Okoli leta 147 je bil na  priporočilo svojega prijatelja in zelo znanega literata Marka Kornelija Fronta  imenovan za prokuratorja, verjetno v Egiptu. Iz Apijanovega pisma Korneliju Frontu je razvidno, da je bila njegova prošnja za položaj prokuratorja  napisana med letoma 147 in 161, ni pa jasno, ali je šlo za pravo službo ali samo za častni naslov. Ker so bili položaji prokuratorja rezervirani samo za pripadnike viteškega reda konjenikov (ordo equester), Apijanovo imenovanje kaže visok položaj njegove družine v rimski družbi.
Edini drugi zanesljivi biografski datum je, da se je njegova Zgodovina Rima pojavila malo pred letom 162 in velja za enega od redkih primarnih zgodovinskih virov za tisto obdobje.

## Delo
Njegovo največje delo je Ῥωμαϊκά (Romaïká) z latinskim naslovom Historia Romana – Zgodovina Rima v 24 knjigah.  Zgodovina je napisana v grškem jeziku v tako imenovanem aleksandrijskem narečju. Nastala je pred letom 162 in je bolj podobna nizu monografij kot kronologiji dogodkov. Vsebuje predstavitve več osebnosti in poročila o raznih ljudstvih in deželah od ustanovitve Rima do Trajanovih osvajanj na vzhodu. Ohranila se je samo polovica Zgodovine: nekaj knjig je ohranjenih v celoti, od nekaterih so se ohranili bizantinski prepisi, od ostalih pa samo odlomki.
Apijanov slog pisanja ni privlačen, izjemno pomembna pa je vsebina, predvsem tisti deli, ki opisujejo rimske državljanske vojne. Državljanske vojne v petih knjigah (13-17) opisujejo obdobje konca Rimske republike.
Apijan redko navaja svoje vire, čeprav je očitno imel več virov. Iz besedila je razvidno, da je uporabil na primer govor Marka Antonija po Cezarjevi smrti in da je kritiziral pomanjkljivost Avgustovih Komentarjev k ilirskim vojnam. V precejšnji meri je uporabil tudi dela starih zgodovinarjev, na primer Polibija, Dioniza iz Halikarnasa, Livija in drugih. 
Za zgodovino Jugovzhodne Evrope so pomembni Apijanovi opisi Ilirov in odnosi Rima do sosedov na vzhodni obali Jadranskega morja.